# نیروگاه سیکل ترکیبی خوی
نیروگاه سیکل ترکیبی خوی (در آذربایجان غربی، در کیلومتر ۱۵ جاده خوی - سلماس، بهره‌برداری ۱۳۷۷)، یکی از نیروگاه‌های ایران از نوع سیکل ترکیبی با ظرفیت تولید ۳۵۰ مگاوات است که شامل ۲ واحد گازی ۱۲۵ مگاواتی مدل GE-F9 ساخت شرکت EGT و ۱ واحد بخار ۱۰۰ مگاواتی ساخت شرکت زیمنس (به صورت یک بلوک سیکل ترکیبی) در زمینی به مساحت 36هکتار است.
مشاور دوره احداث این نیروگاه شرکت مهندسین مشاور نیرو بوده است.
سوخت اصلی نیروگاه گاز طبیعی و سوخت جایگزین آن نفت گاز (گازوئیل) است.
پست برق این نیروگاه قابلیت تنظم برق به ولتاژهای ۲۰، ۱۳۲، ۲۳۰ و ۴۰۰ کیلوولت را دارد.
فاز اول نیروگاه شامل واحدهای گازی در سال 1376 و فاز دوم نیروگاه شامل یک واحد بخار در سال ۱۳۸۱ به بهره‌برداری رسید.

## رتبه‌های کسب شده نیروگاه خوی
- کسب عنوان صنعت برگزیده سبز کشوری در سال ۱۳۸۶ و دریافت لوح از معاون رئیس‌جمهور
- کسب عنوان صنعت سبز کشوری در سال ۱۳۸۲
- کسب رده‌های ممتاز، خیلی خوب و خوب از حیث آمادگی تولید توان در ساعات حداکثر مصرف تابستان در سالهای ۱۳۷۹، ۱۳۸۰، ۱۳۸۱ و ۱۳۸۳[۵][۶]